# Lappajärvi
För andra betydelser, se Lappajärvi (olika betydelser).
Lappajärvi är en kommun i landskapet Södra Österbotten i före detta Västra Finlands län. Lappajärvi har 2 866 invånare och har en yta på 522,98 km². I Lappajärvi finns Lappajärvi sjö, som är en nedslagskrater.
Lappajärvi är enspråkigt finskt.
Lappajärven Veikot är en mångsidig idrottsförening i kommunen.

## Styre och politik

### Mandatfördelning i Lappajärvi kommun, valen 1976–2021
|  | 2 | 18 |  |  | 4 |

| 2 |  |  | 18 |  | 4 |

|  | 2 |  | 19 | 4 |

| 2 | 2 | 19 |  | 3 |

| 2 | 2 | 19 |  | 3 |

| 2 | 2 | 19 |  | 3 |

| 2 |  | 19 |  | 4 |

| 2 | 1 | 15 | 1 | 2 |

| 15 | 6 |

| 2 | 1 | 14 | 2 | 2 |

| 18 | 3 |

| 1 | 2 | 15 | 1 | 2 |

| 16 | 5 |

| 1 | 2 | 13 | 2 | 1 |

| 12 | 7 |

| 1 | 5 | 11 | 1 | 1 |

| 12 | 7 |

### Vänorter
- Kramfors kommun, Sverige[3]
- Ytterlännäs landskommun, Sverige (-1973)[4]
- Pudozj, Ryssland

## Befolkningsutveckling
| Befolkningsutvecklingen i Lappajärvi kommun 1975–2020                                                        | Befolkningsutvecklingen i Lappajärvi kommun 1975–2020 | Befolkningsutvecklingen i Lappajärvi kommun 1975–2020 | Befolkningsutvecklingen i Lappajärvi kommun 1975–2020 | Befolkningsutvecklingen i Lappajärvi kommun 1975–2020 |
| --- | ----------------------------------------------------- | ----------------------------------------------------- | ----------------------------------------------------- | ----------------------------------------------------- |
| |                                                       |                                                       |                                                       |                                                       |
| År |                                                       |                                                       | Folkmängd                                             |                                                       |
| 1975 | 1975                                                  |                                                       | 4 398                                                 |                                                       |
| 1980 | 1980                                                  |                                                       | 4 520                                                 |                                                       |
| 1985 | 1985                                                  |                                                       | 4 582                                                 |                                                       |
| 1990 | 1990                                                  |                                                       | 4 505                                                 |                                                       |
| 1995 | 1995                                                  |                                                       | 4 380                                                 |                                                       |
| 2000 | 2000                                                  |                                                       | 4 051                                                 |                                                       |
| 2005 | 2005                                                  |                                                       | 3 670                                                 |                                                       |
| 2010 | 2010                                                  |                                                       | 3 440                                                 |                                                       |
| 2015 | 2015                                                  |                                                       | 3 215                                                 |                                                       |
| 2020 | 2020                                                  |                                                       | 2 925                                                 |                                                       |
| Anm: Uppgifterna avser förhållandena den 31 december nämnda år enligt områdesindelningen den 1 januari 2022. |                                                       |                                                       |                                                       |                                                       |